# Parapoynx
Parapoynx ist eine Gattung der Schmetterlinge aus der Familie der Crambiden (Crambidae).

## Merkmale
Auf dem Kopf der Falter sind Ocellen vorhanden. Bei den Männchen ist die Unterseite der Fühler kurz gewimpert. Jedes Fühlersegment ist auf der Oberseite distal mit Schuppen verdickt, diese Verdickung ist an der Fühlerspitze am kräftigsten. Die Maxillarpalpen sind kräftig und mehr oder weniger bürstenartig durch Schuppen vergrößert. Die Labialpalpen haben ein moderat beschupptes mittleres Segment und ein langes, schlankes, spitz zulaufendes Endsegment. Der Rüssel ist vergleichsweise kurz und liegt verborgen. Die Spornformel lautet 0-2-4. Eine Epiphyse ist vorhanden. Auf den Vorderflügeln sind die Adern R2 bis R4 gestielt. M1 entspringt auf der Querader näher an R5 als an M2, CuP fehlt. Auf den Hinterflügeln ist die Ader M1 mit dem Stiel von SC + R1 + RS querverbunden. Bei den Weibchen besteht das Frenulum aus mehreren Borsten. Die Valven können mit einem schwach ausgebildeten Anellifer versehen sein, normalerweise sind aber keine Spezialisierungen ausgeprägt. Nur bei den nichteuropäischen Arten Parapoynx ussuriensis Rebel, 1910 und Parapoynx longialata Yoshiyasu, 1983 ist am Costalrand der Valven ein borstiger, fingerförmiger Fortsatz ausgebildet. Die Genitalarmatur der Weibchen verfügt über einen relativ langen Oviscapter, ein ausgeprägtes Colliculum und einen stark verlängerten Ductus bursae. Auf dem Corpus bursae befindet sich ein Paar Signa, das aus zwei parallel verlaufenden, stark sklerotisierten und unterschiedlich langen Flecken verschiedener Stärke besteht. Die Segmente der Raupen sind mit Gruppen von verzweigten Tracheenkiemen versehen. Der kaudale Teil des Prothorakalschildes ist leicht verdickt.

## Biologie
Die Raupen leben aquatisch in einem Unterschlupf, der aus Pflanzenteilen hergestellt wird, in einem Gehäuse oder auch völlig ungeschützt. Falls notwendig können sich die Raupen durch oszillierende Bewegungen des gesamten Körpers mit sauerstoffreichem Wasser versorgen. Sie verpuppen sich in einem wasserdichten, länglichen Kokon. Die Beine der Puppe sind etwas kürzer als das Abdomen.

## Verbreitung
Die Vertreter der Gattung sind in allen Hauptfaunenregionen beheimatet.

## Systematik

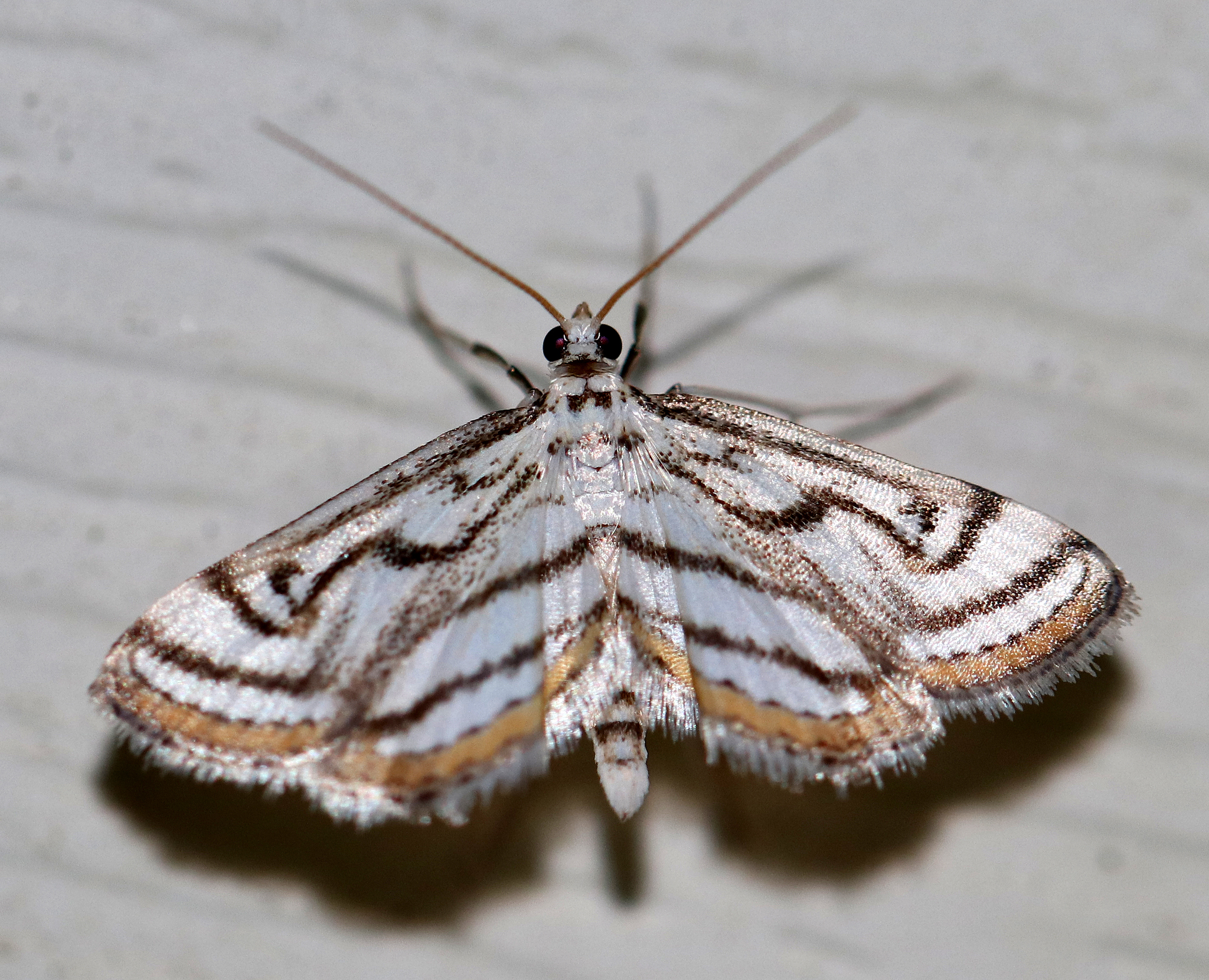
Parapoynx badiusalis

Zur Gattung Parapoynx  zählen etwa 50 Arten, die Typusart ist Phalaena stratiotata Linnaeus, 1758.
- Parapoynx andalusica Speidel, 1982 (Spanien, Andalusien, Prov. Huelva, El Rocio)
- Parapoynx affinalis Guenée, 1854 (Indien, Assam)
- Parapoynx allionealis (Walker, 1859) (USA)
- Parapoynx andreusialis (Hampson, 1912) (Indien, Nilgiris)
- Parapoynx azialis (Druce, 1896) (Panama, Chiriqui)
- Parapoynx badiusalis (Walker, 1859) (Kanada)
- Parapoynx bilinealis (Snellen, 1876) (Indien, Punjab)
- Parapoynx bipunctalis (Hampson, 1906) (Nigeria, Sapele)
- Parapoynx crisonalis (Walker, 1859) (Sri Lanka)
- Parapoynx dentizonalis (Hampson, 1897) (Australien, Queensland, Cooktown, Cedar Bay)
- Parapoynx diminutalis Snellen, 1880 (Indonesien, Sulawesi, Makassar)
- Parapoynx discoloralis (Walker, 1866)
- Parapoynx distinctalis Snellen, 1875 (Punto de Ocana aan de Rio Magd)
- Parapoynx effrenatalis Berg, 1876
- Parapoynx endoralis (Walker, 1859) (Honduras)
- Parapoynx epimochla (Turner, 1908)
- Parapoynx euryscia (Meyrick, 1885) (Australien)
- Parapoynx fluctuosalis (Zeller, 1842) (Südafrika, Natal)
- Parapoynx fregonalis Snellen, 1880 (Sulawesi, Makassar)
- Parapoynx fulguralis (Caradja & Meyrick, 1934) (China, Kwangtung, Guangdong)
- Parapoynx fusalis (Hampson, 1896) (Indien, Nagas)
- Parapoynx fuscicostalis (Hampson, 1896) (Indien, Kalkutta)
- Parapoynx gualbertalis (Schaus, 1924) (Surinam, Geldersland)
- Parapoynx guenealis Snellen, 1875 (Neu-Granada)
- Parapoynx indomitalis Berg, 1876
- Parapoynx ingridae Guillermet, 2004 (La Réunion, St. Denis River, Les Manguiers)
- Parapoynx insectalis (Pryer, 1877)
- Parapoynx leucostola (Hampson, 1896) (Indien, Rangun)
- Parapoynx likiangalis (Caradja in Caradja & Meyrick), 1937 (China, Likiang)
- Parapoynx longialata Yoshiyasu, 1983 (Thailand, Kao Saming, Trad)
- Parapoynx maculalis (Clemens, 1860) (USA, Pennsylvania, Lake Teedyuscong)
- Parapoynx medusalis (Walker, 1859) (Australien, Moreton Bay)
- Parapoynx minoralis (Mabille, 1881) (Madagaskar)
- Parapoynx nivalis (Denis & Schiffermüller, 1775) (Österreich)
- Parapoynx obscuralis (Grote, 1881) (USA, New York)
- Parapoynx ophiaula (Meyrick, 1936) (Belgisch-Kongo, Lulua)
- Parapoynx panpenealis (Dyar, 1924) (Mexiko, Mexiko-Stadt)
- Parapoynx plumbefuscalis (Hampson, 1917) (Sudan, Blauer Nil)
- Parapoynx polydectalis (Walker, 1859) (Australien, Moreto Bay)
- Parapoynx qujingalis Chen, Song & Wu, 2006 (China, Yunnan, Qujing)[3]
- Parapoynx rectilinealis Yoshiyasu, 1985
- Parapoynx seminealis (Walker, 1859) (USA)
- Parapoynx sinuosa (T.P.Lucas, 1892) (Australien)
- Parapoynx stagnalis (Zeller, 1852) (Südafrika, Natal)
- Parapoynx stratiotata (Linnaeus, 1758)
- Parapoynx tenebralis (Lower, 1902) (Australien, Queensland)
- Parapoynx tullialis (Walker, 1859) (Australien)
- Parapoynx ussuriensis (Rebel, 1910) (Russland, Chaborowka, Kasakewitsch)
- Parapoynx villidalis (Walker, 1859) (Malaysia, Borneo, Sarawak)
- Parapoynx vittalis (Bremer, 1864) (Russland, Primorskji Kraj, Kengka-See)
- Parapoynx zambiensis Agassiz, 2012 (Sambia, Mbala)[4]

Aus der Literatur sind für die Gattung Parapoynx  folgende Synonyme bekannt:
- Paraponyx  Guenée, 1854 (Falschschreibung)
- Eustales  Clemens, 1860
- Sironia  Clemens, 1860
- Nymphaeella  Grote, 1880
- Hydreuretis  Meyrick, 1885
- Microdracon  Warren, 1890
- Cosmophylla  Turner, 1905

## Belege
1. 1 2 3 4  Barry Goater, Matthias Nuss, Wolfgang Speidel: Pyraloidea I (Crambidae, Acentropinae, Evergestinae, Heliothelinae, Schoenobiinae, Scopariinae). In: P. Huemer, O. Karsholt, L. Lyneborg (Hrsg.): Microlepidoptera of Europe. 1. Auflage. Band 4. Apollo Books, Stenstrup 2005, ISBN 87-88757-33-1, S. 56 (englisch).
2. ↑  Global Information System on Pyraloidea (GlobIZ). Abgerufen am 23. Oktober 2012.
3. ↑  Chen, F.; S. Song & C. Wu (2006): A review of the genus Parapoynx Hübner in China (Lepidoptera: Pyralidae: Acentropinae). Aquatic Insects. 28(4): S. 291–303.
4. ↑  Agassiz, David J. L. (2012): The Acentropinae (Lepidoptera: Pyraloidea: Crambidae) of Africa. Zootaxa 3494: S. 1–73